# Hugo V. (Maine)
Hugo V. von Maine (franz.: Hugues; † 1131) war von 1069 bis 1093 ein Graf von Maine aus dem Haus Este. Er war ein Sohn des Markgrafen Alberto Azzos II. von Este und Garsendes von Maine, einer Tochter des Grafen Herbert I. von Maine.

## Leben
Im Jahr 1069 erhoben sich die Bürger von Le Mans und einige der Barone der Grafschaft gegen die normannische Herrschaft über Maine. Nachdem sie die Südgrenze der Normandie abgeriegelt und die Normannen verjagt hatten, riefen sie Hugo als Abkömmling des alten Grafenhauses in das Land und proklamierten ihn zum Grafen. Mit der Unterstützung seines Vaters und des Grafen Fulko IV. von Anjou gelang es ihm sich bis 1073 zu halten. Dann aber wurde er von Wilhelm dem Eroberer vertrieben, konnte aber nach dessen Tod 1087 erneut die Kontrolle über Maine an sich reißen. Nun aber befand sich Hugo in einem ständigen Kampf gegen Wilhelms Sohn Robert Kurzhose, den er 1093 aufgab. Er verkaufte seinen Anspruch auf Maine für 20.000 Schilling an Elias von Beaugency, der über seine Mutter ebenfalls ein Enkel Graf Herberts I. war.

## Familie
Hugo war seit 1071 verheiratet mit einer Tochter des Robert Guiscard, dem Normannenherrscher von Apulien.
Hugos jüngerer Bruder war Fulco I. d’Este, welcher die Familie Este in Italien weiterführte. Beider älterer Halbbruder war Welf IV. über den sich das in Deutschland lebende Geschlecht der Welfen fortsetzte.